# Eria versicolor
Eria versicolor är en orkidéart som beskrevs av Johannes Jacobus Smith. Eria versicolor ingår i släktet Eria och familjen orkidéer. Inga underarter finns listade i Catalogue of Life.